# LOVE ME DO (バンド)
 LOVE ME DO（ラヴ・ミー・ドゥ）は日本のバンド。

## プロフィール
青木秀樹により2000年に結成されたグラムロックバンド。
2001年2月22日、シングル「REMEMBER ME/帰らざる河」発表
2001年4月19日、渋谷ラママにて初ライヴを行う

## メンバー
2000年～2001年ごろ
IMAO（Vo）、青木秀樹（Gu）、喜平太（Ba）、榎本龍彦（Dr）
2002年ごろ～2006年
灯り（Vo）、青木秀樹（Gu）、紫炎（Ba）、榎本龍彦（Dr）
2010年～現在
灯り（Vo）、青木秀樹（Gu）、マーヴェリック（Gu）、リッチーxxx（Ba）、ミッシィ（Dr）

## 現在
ライヴではLOVE ME DOの前身バンドLOVE MISSILEの楽曲も演奏される。